# Harringia rousseleti
Harringia rousseleti är en hjuldjursart som beskrevs av de Beauchamp 1912. Harringia rousseleti ingår i släktet Harringia och familjen Asplanchnidae. Inga underarter finns listade i Catalogue of Life.